# Babes in Toyland (operetta)
Babes in Toyland (traduzione italiana Bimbi nel paese di Balocchia) è un'operetta statunitense, che debuttò a Chicago alla Grand Opera House il 17 giugno 1903, prodotta da Fred R. Hamlin e diretta da Julian Mitchell. Dopo un tour sulla costa orientale, andò in scena a Broadway il 13 ottobre 1903 al Majestic Theatre. Dopo 192 recite e un grande successo di critica e di pubblico, lo spettacolo chiuse i battenti il 19 marzo 1904. In seguito, venne ripreso a Broadway altre tre volte.
Glen MacDonough firmò il libretto musicato da Victor Herbert; la conduzione musicale dello spettacolo era di Max Hirschfeld.
Dall'operetta sono state tratte svariate versioni cinematografiche tra cui va ricordata quella del 1934 con Stan Laurel e Oliver Hardy che in Italia prese il titolo di Nel paese delle meraviglie o Il villaggio incantato.

## Produzione
Babes in Toyland è un'operetta - composta da Victor Herbert su libretto di Glen MacDonough (1870–1924) - che mischia svariati personaggi protagonisti delle filastrocche di Mamma Oca in un insieme tale da creare una stravaganza musicale natalizia. Gli autori volevano ripetere con il loro lavoro lo straordinario successo del musical The Wizard of Oz, andato in scena a Broadway nel gennaio 1903, prodotto da Fred R. Hamlin, lo stesso produttore di Babes in Toyland.

## Trama

### Versione del 1903
Gli orfani Alan e Jane sono i pupilli del loro malvagio zio Barnaby, che vuole rubare la loro eredità. Organizza con due marinai, Gonzorgo e Roderigo, il loro naufragio e la loro perdita in mare, ma vengono salvati dagli zingari e riportati nel giardino di Mary, la figlia maggiore della vedova Piper. Questa, credendo che il suo amato Alan sia morto, è scappata con suo fratello, Tom-Tom, piuttosto che accettare di sposare Barnaby. Dopo un secondo attentato alla loro vita, Alan e Jane vengono abbandonati nella Foresta del Non Ritorno. Nella Tana del Ragno, sono protetti dalla Regina Falena. La scarpa della Vecchia Madre Hubbard è minacciata di pignoramento da Barnaby.
Alan e Jane arrivano a Balocchia, dove trovano Contrary Mary e Tom-Tom e cercano protezione dal Maestro Giocattolaio, un genio del male che cospira con Barnaby per creare giocattoli che uccidono e mutilano. Le bambole possedute dal demonio si rivoltano contro il Giocattolaio, uccidendolo, e Barnaby usa le informazioni per far condannare a morte Alan. Mary accetta di sposare Barnaby in cambio del perdono di Alan, ma dopo che lui la sposa, Barnaby denuncia di nuovo Alan. Barnaby muore dopo aver bevuto un bicchiere di vino pieno di veleno destinato ad Alan. Tom-Tom rivela che una vecchia legge di Balocchia che consente il matrimonio tra una vedova e un condannato a morte a condizione che lui la mantenga può salvare Alan dalla forca. Alan è ora libero di sposare Mary. 

### Versione anni '70
Una nuova versione, prodotta per la prima volta nel 1975 dalla Light Opera of Manhattan con il supporto della Victor Herbert Foundation, è più sentimentale dell'originale. Due bambini infelici, Jane e Alan, scappano di casa. I loro genitori, che mettono sempre il lavoro e la disciplina prima del divertimento, sono troppo impegnati per loro, così i fratellini partono per un posto dove saranno compresi. I bambini credono che Balocchia, una terra magica di giocattoli animati, li libererà dalle loro difficoltà. Quando arrivano, il gentile Giocattolaio li accoglie a braccia aperte. Li avverte di non farsi prendere troppo dalla fantasia, ma presto i giocattoli di Balocchia li attraggono con i loro canti e balli.
I genitori indaffarati devono trovare un modo per riportare a casa i giovani fuggitivi. Mandano un investigatore privato a cercare i loro figli, ma questo detective vede un'opportunità di guadagno personale nel suo viaggio a Balocchia; costringe Jane e Alan ad aiutarlo a rubare i piani del Giocattolaio per un nuovo soldato giocattolo in marcia. Quando i genitori arrivano a Balocchia in mongolfiera, anche loro cadono sotto l'incantesimo della terra mistica. Scoppiano liti, i giocattoli vengono feriti e Jane e Alan si perdono e si spaventano nei boschi bui fuori Balocchia. Mentre i genitori e i giocattoli cercano i bambini, i personaggi e il pubblico scoprono il vero significato del Natale.

## Cast della prima a Broadway(13 ottobre 1903)
- William Norris: Alan, nipote di Barnaby
- Mabel Barrison: Jane, nipote di Barnaby
- George W. Denham: zio Barnaby
- Hattie Delaro: la vedova Piper
- Amy Ricard: Mary
- Bessie Wynn: Tom Tom
- Nellie Daly: 	Jill
- Nella Webb: Bo-Beep
- Susie Kelleher: Red Riding Hood
- Mary Welsh: Sallie Waters
- Elizabeth Roth: Curly Locks
- Irene Cromwell: Miss Muffett
- Virginia Foltz: Simple Simon
- Bertha Krieghoff: Peter
- Doris Mitchell: Tommy Tucker
- May Naudain: Jack
- Stella Beardsly: Boy Blue
- Grace Field:

## Revival
L'operetta di Herbert è stata ripresa altre tre volte a Broadway:
- 2 gennaio 1905 Majestic Theatre IBDB
- 23 dicembre 1929  Jolson's 59th Street Theatre IBDB
- 20 dicembre 1930 Imperial Theatre IBDB